# Bahnhof Oberhausen West
Der Bahnhof Oberhausen West ist ein Güter- und Rangierbahnhof im Westen von Oberhausen in Nordrhein-Westfalen. In den ersten Jahren nach seiner Inbetriebnahme diente er darüber hinaus als Personenbahnhof.

## Lage und Aufbau
Der Bahnhof befindet sich im Stadtteil Lirich im Westen der Stadt Oberhausen. Die auf den Bahnhof zulaufenden Strecken führen von Osten her aus Richtung Oberhausen-Sterkrade und der Walsumbahn, aus Richtung Oberhausen-Osterfeld, Bottrop Hbf, Bottrop Süd, Essen-Altenessen und Oberhausen Hbf hinein. Nach Westen bestehen Fahrmöglichkeiten nach Moers, Duisburg-Ruhrort Hafen, Duisburg Hbf und Duisburg-Wedau. Die genannten Ziele sind neben der Fahrt über den Bahnhof auch über Gleise der freien Strecke miteinander verbunden. Die Gleise verlaufen südlich am Bahnhof vorbei und sind über die Abzweigstelle Oberhausen Mathilde miteinander verknüpft.
| VzG-Strecke              | Verlauf                                                 |
| Bf Oberhausen West       | Bf Oberhausen West                                      |
| ------------------------ | ------------------------------------------------------- |
| 2283                     | Oberhausen Hbf – Oberhausen West Abzw Oro               |
| 2302                     | Duisburg-Ruhrort Hafen – Oberhausen West                |
| 2304                     | Duisburg-Meiderich Ost – Oberhausen West                |
| 2320                     | Duisburg-Wedau – Oberhausen West – Oberhausen-Osterfeld |
| Abzw Oberhausen Mathilde |                                                         |
| 2278                     | Oberhausen Hbf Obo – Oberhausen Mathilde                |
| 2321                     | Duisburg-Wedau – Oberhausen Hbf Obn                     |
| 2327                     | Duisburg-Ruhrort Hafen – Oberhausen Walzwerk            |
| 2331                     | Meerbeck (Abzw) – Oberhausen Walzwerk                   |

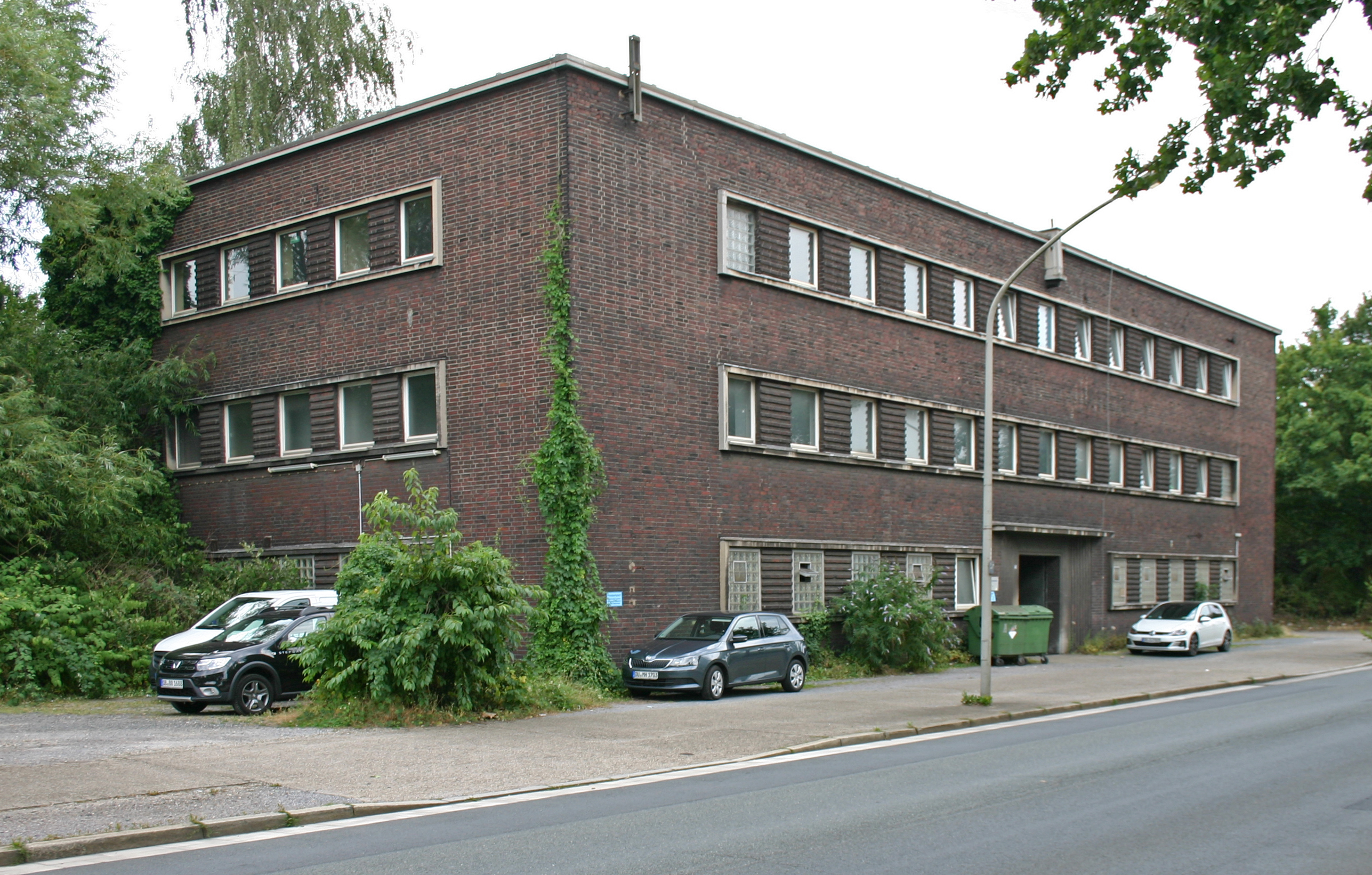
Betriebsgebäude an der Ruhrorter Straße 40 (Denkmalnr. 156; 2019)

Der Bahnhof ist als einseitiger Rangierbahnhof angelegt. Die Einfahrgruppe befindet sich im Osten, westlich davon ist die Ausfahrgruppe, südlich davon die Umspanngruppe (Sperre). In Höhe des seit 2006 nicht mehr genutzten Ablaufbergs münden mehrere Anschlussgleise der ThyssenKrupp Steel (Anschluss DK, nach der ehemaligen Gewerkschaft Deutscher Kaiser benannt) in den Bahnhof.
Der Bahnhof ist in mehrere Bahnhofsteile unterteilt, die sich nach den einzelnen, teils ehemaligen Stellwerksbereichen orientieren. Der Ostkopf wird von den Stellwerken Oro und Maf aus gesteuert, wobei das Befehlsstellwerk Oro lediglich die nur in den Bahnhof führenden Gleise steuert. In Höhe des Ablaufbergs befindet sich das ehemalige Befehlsstellwerk Orm für die Weichenstraßen zwischen der Einfahrgruppe und der Sperre. Die Ausfahrgruppe (Talgleise) wurden bis 2010 vom Rangierstellwerk R1 aus gesteuert. Die Weichen werden seitdem über den Bedienplatzrechner RaStw von Orm aus gesteuert. Das Befehlsstellwerk Orw regelte die Ausfahrten in Richtung Duisburg und Moers. Ihm untergeordnet waren die Wärterstellwerke 1 und 2, wobei Stw 1 die Ein- und Ausfahrsignale bediente und Stellwerk 2 die Zwischensignale in Richtung Westen. Bei den Stellwerken handelte es sich um elektromechanische Stellwerke der Bauart S&H 1912 (Siemens & Halske); Stellwerk 2 war ein elektromechanisches Vierreihen-Stellwerk der VES aus dem Jahr 1942. Das Streckenstellwerk Maf aus dem Jahr 1974, welches neben dem namensgebenden Abzweig und dem Bahnhofsteil Abzw Oro die angrenzenden Streckenabschnitte überwacht, ist ein Relaisstellwerk der Bauart SpDrS60 (Siemens). Es ersetzte bei Inbetriebnahme 17 mechanische Stellwerke. Der Anschluss DK wird von einem elektronischen Stellwerk vom Typ MCDS (Bombardier) gesteuert. Im September 2019 übernahm das elektronische Stellwerk Owf (EBI Lock 950) die Aufgaben der Stellwerke 1, 2, Orw und Orm.
Der Anschluss DK hat 15 Gleise. Er ist nur etwa 100 Meter weit elektrifiziert, so dass Züge mit elektrischer Traktion in den Bahnhof geschoben werden müssen. Über den Anschluss werden jährlich rund 17 Millionen Tonnen Fracht (2016) abgewickelt.
Früher war die Zahl der Anschlüsse größer, 1912 gab es zwölf. Unter anderem die ehemalige Zeche Concordia, deren Zechenbahn den Bahnhof in einem 1902 bis 1905 gebauten Tunnel unterquerte, um die südlich und nördlich gelegene Schachtanlagen zu verbinden. 

Stellwerke
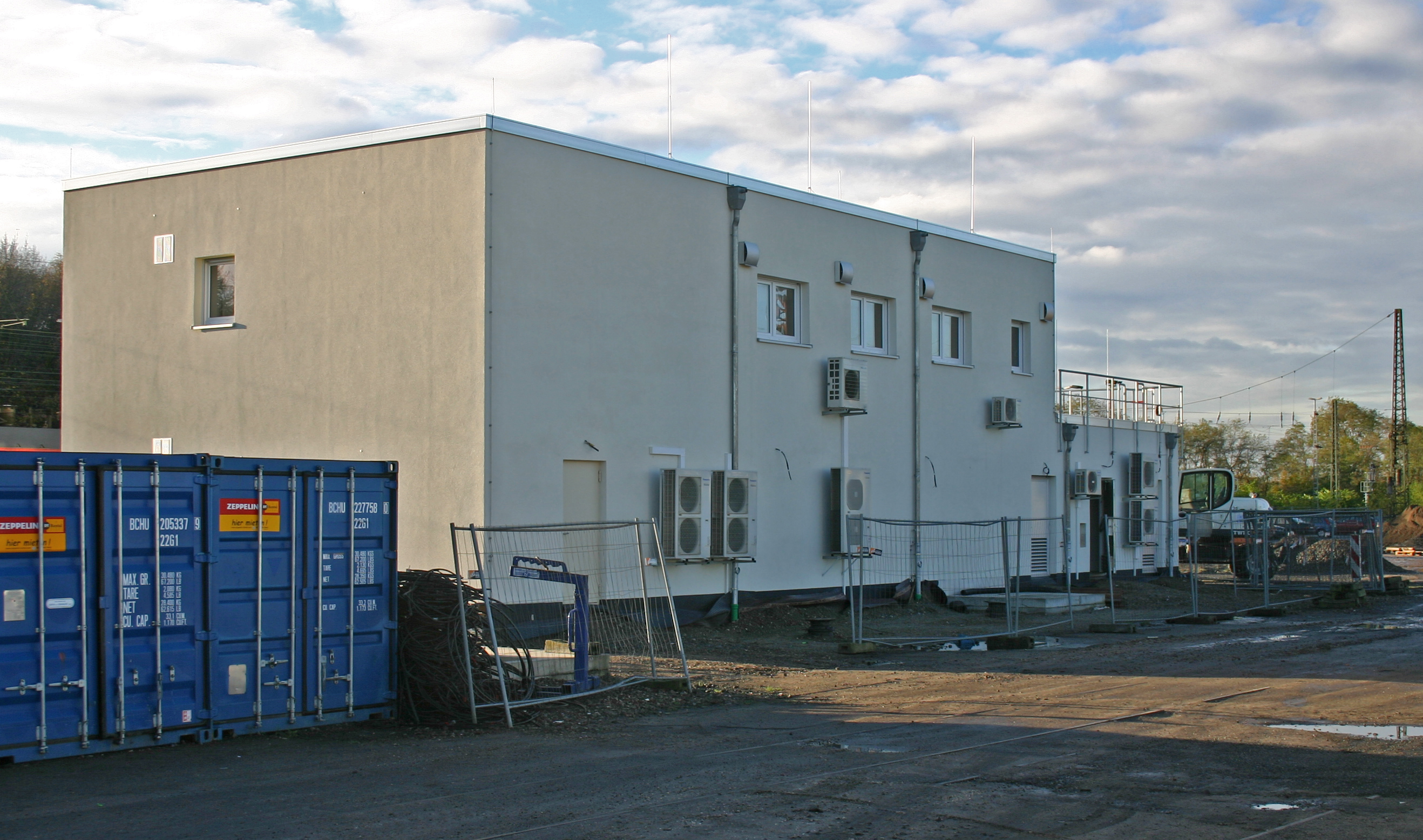
Owf (2014)
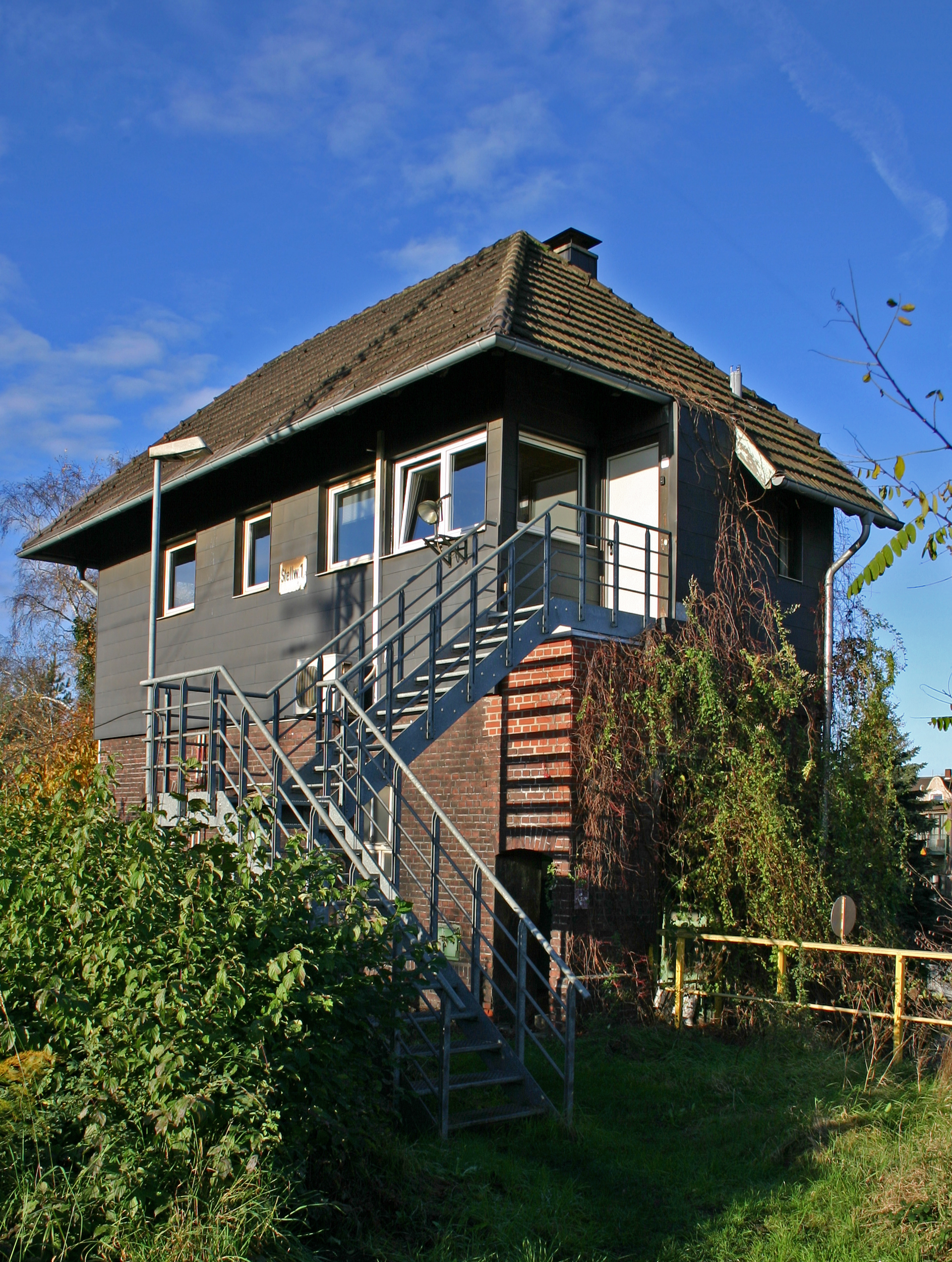
Stw 1 (2014)
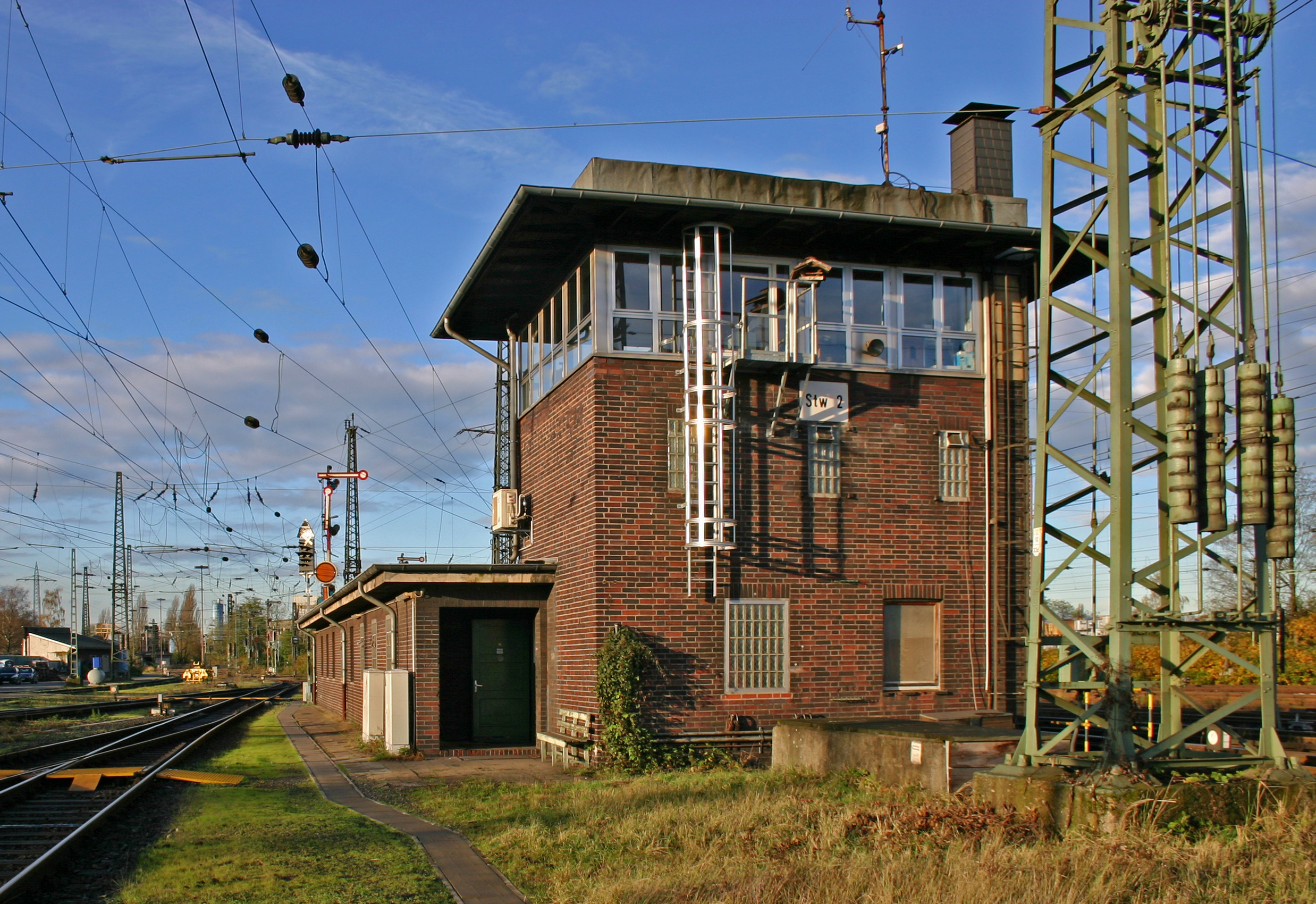
Stw 2 (2014)
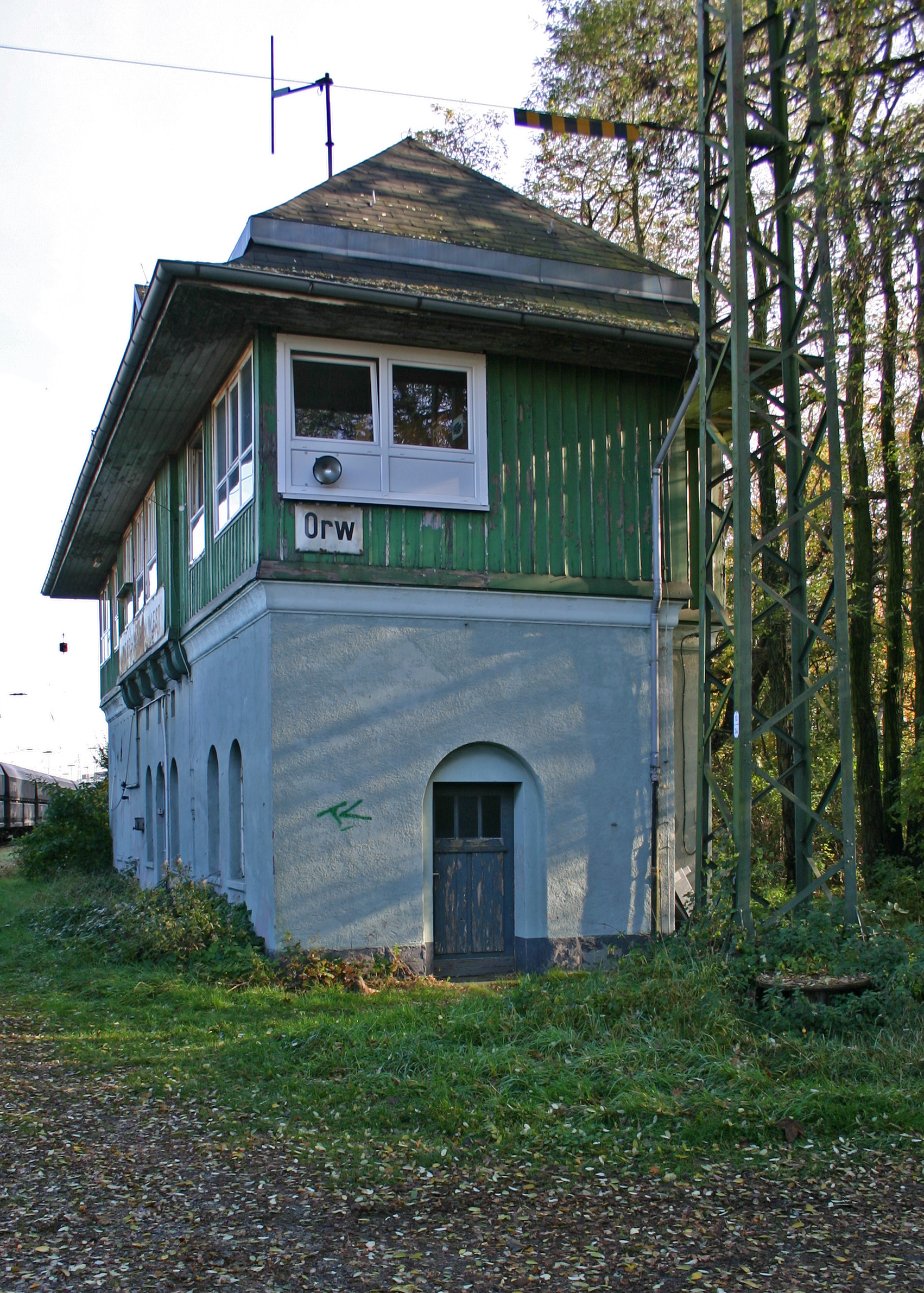
Orw (2014)
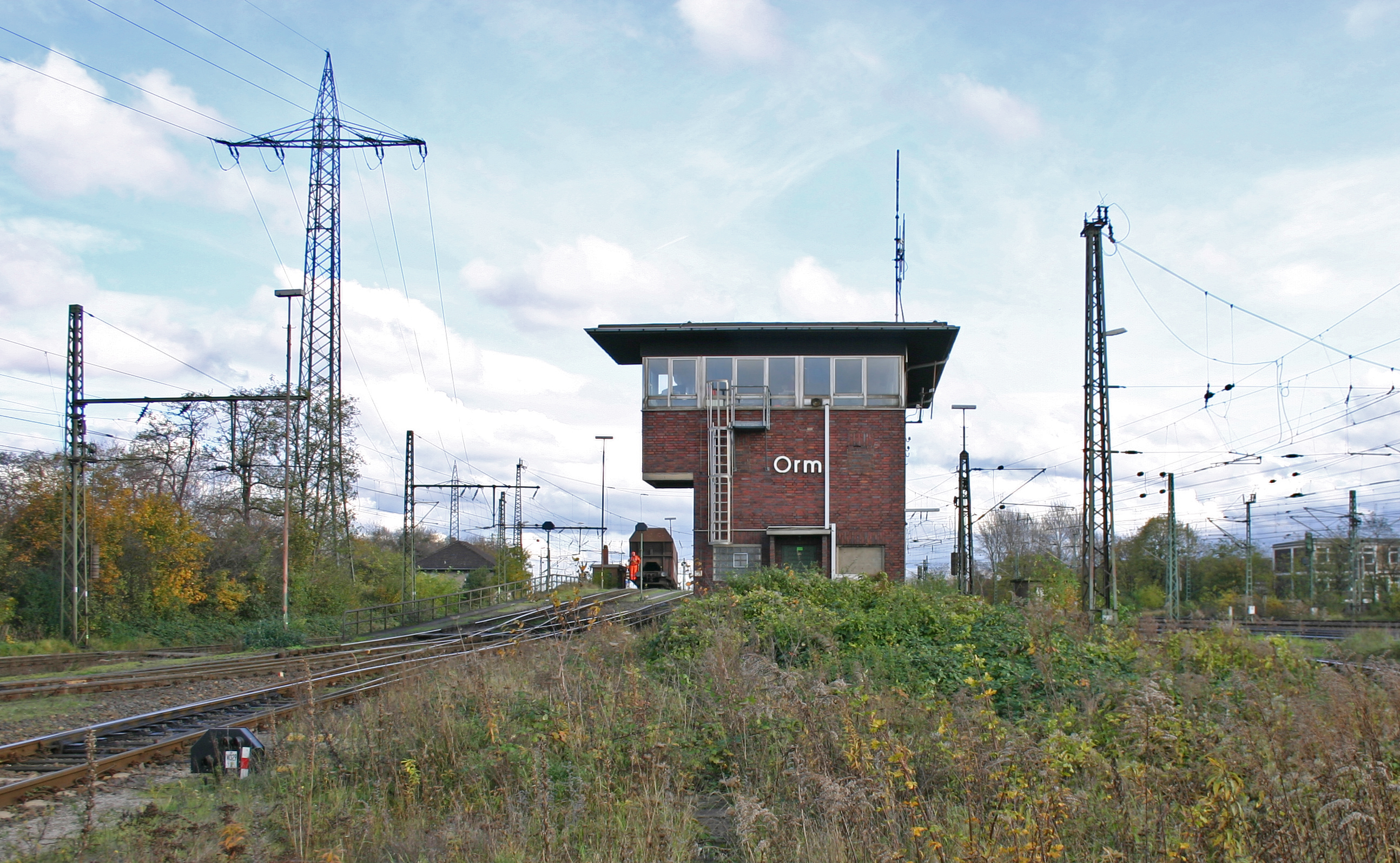
Orm (2014)
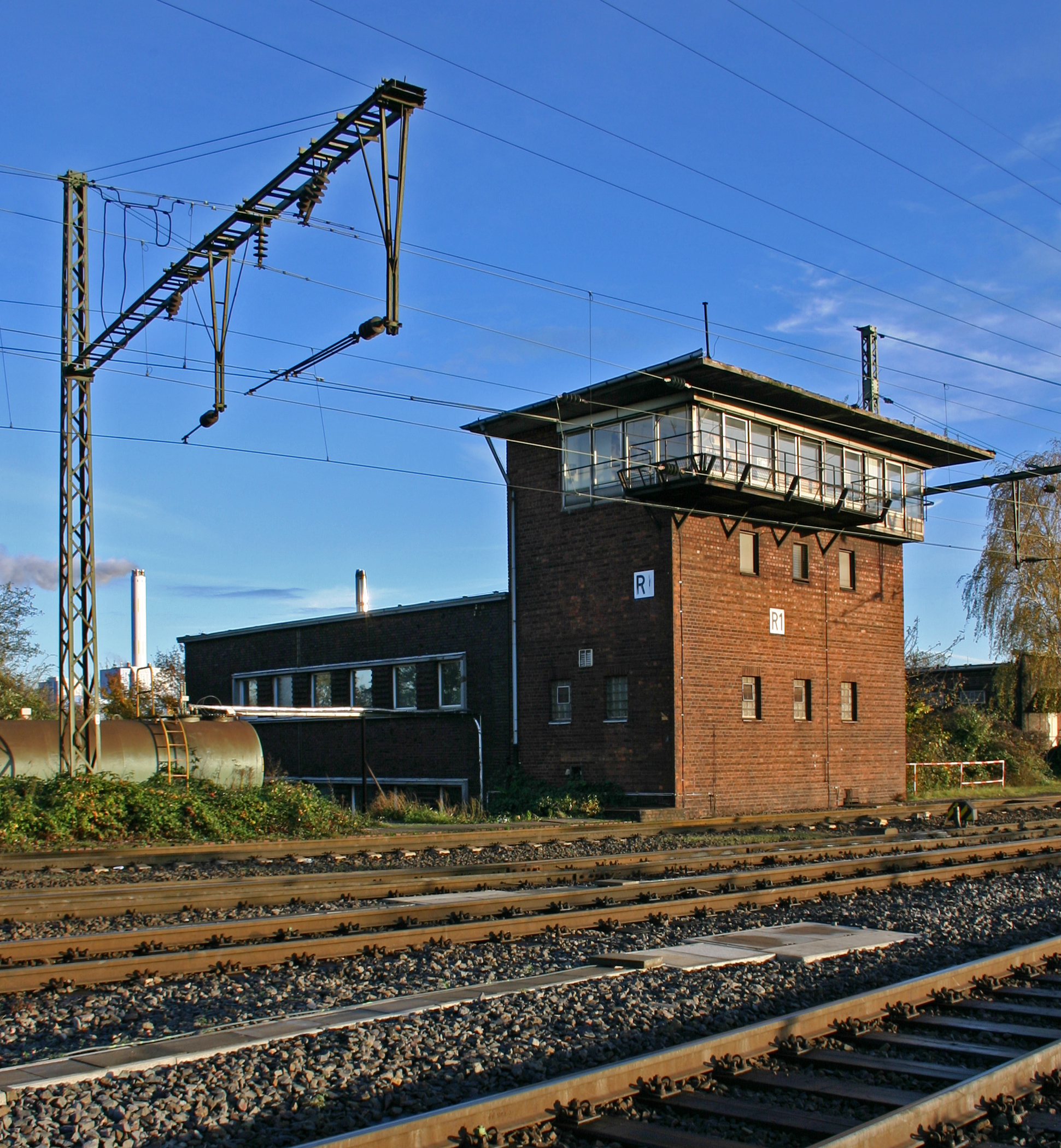
R1 (2014)
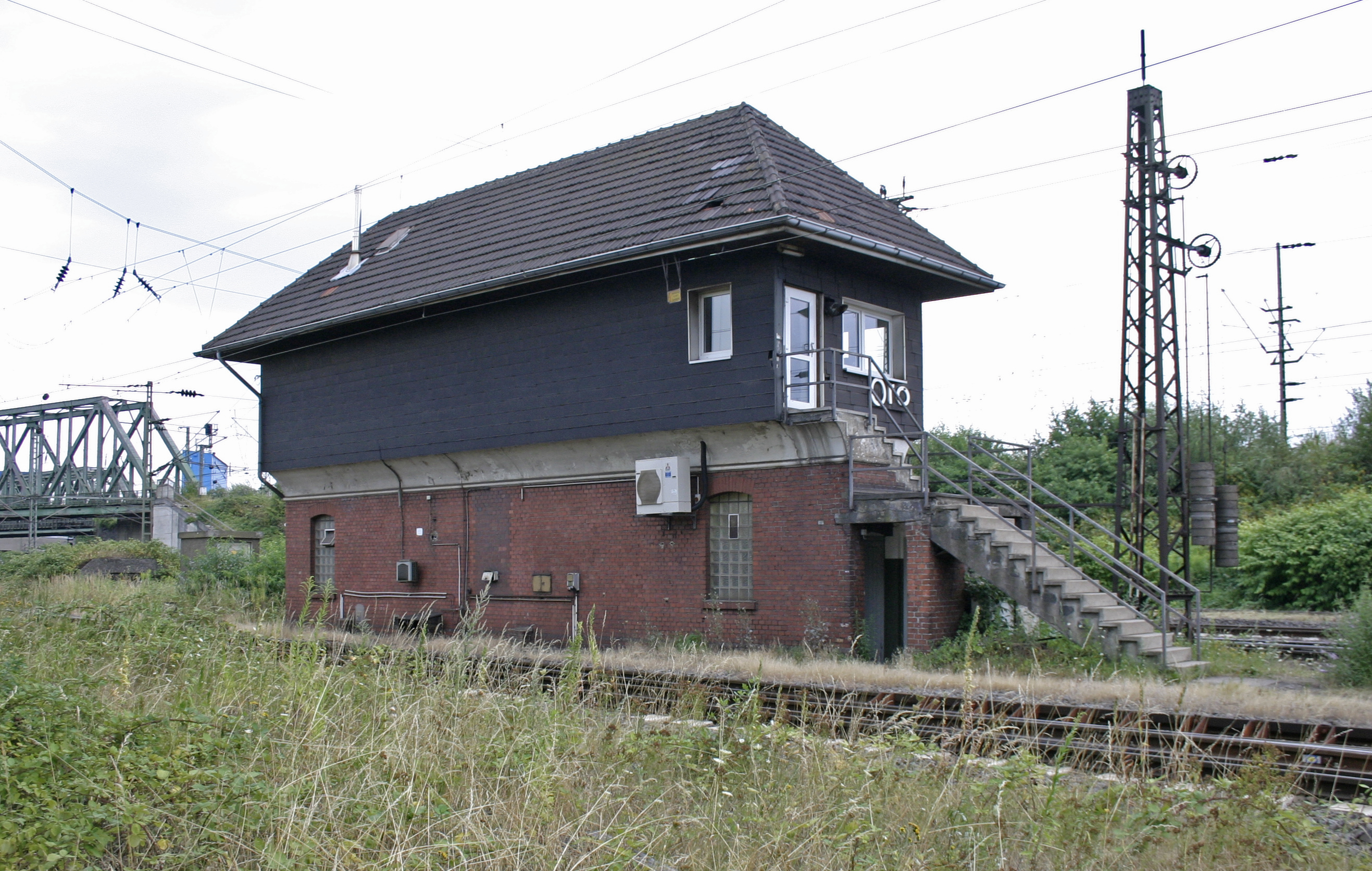
Oro (2019)
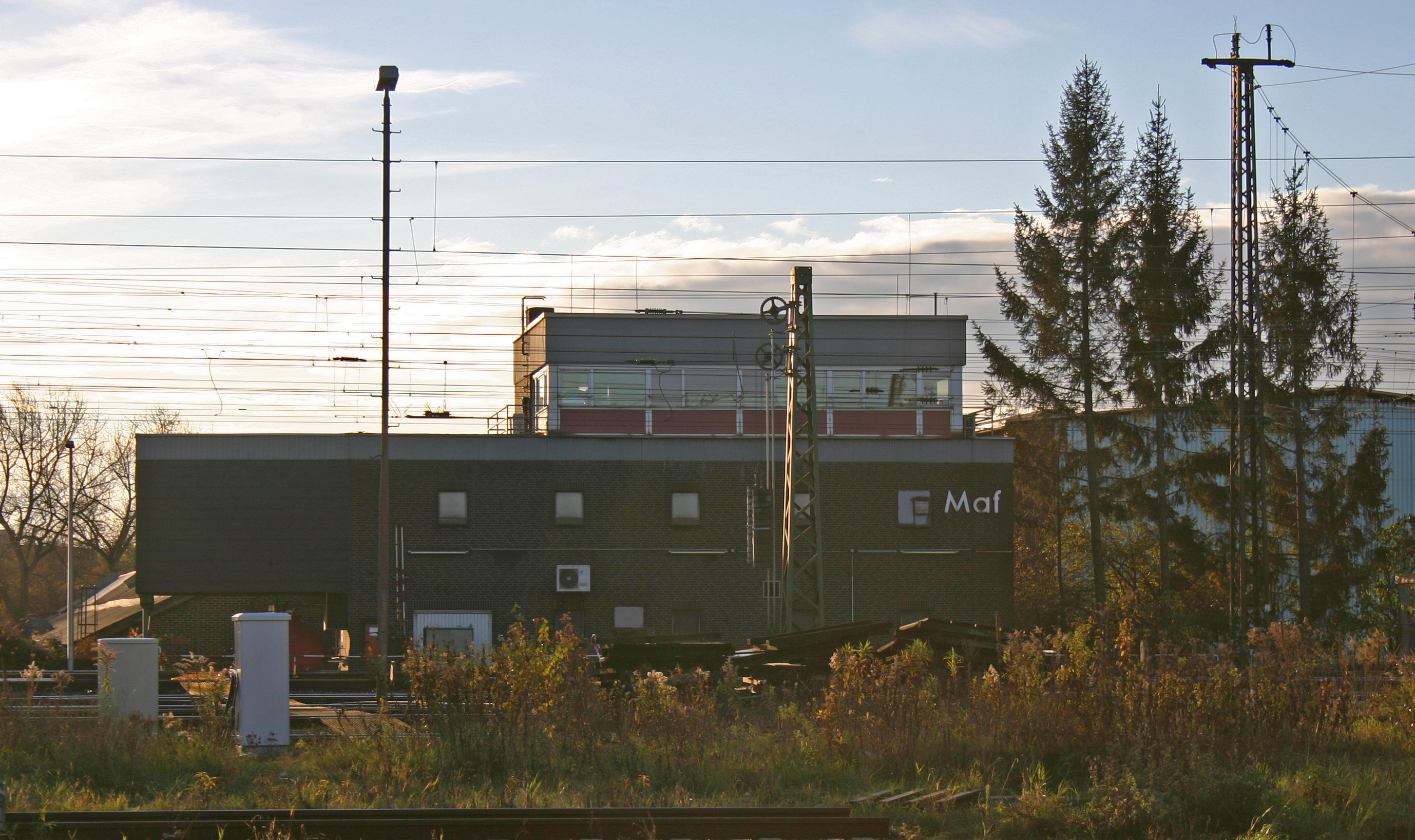
Maf (2014)

## Geschichte

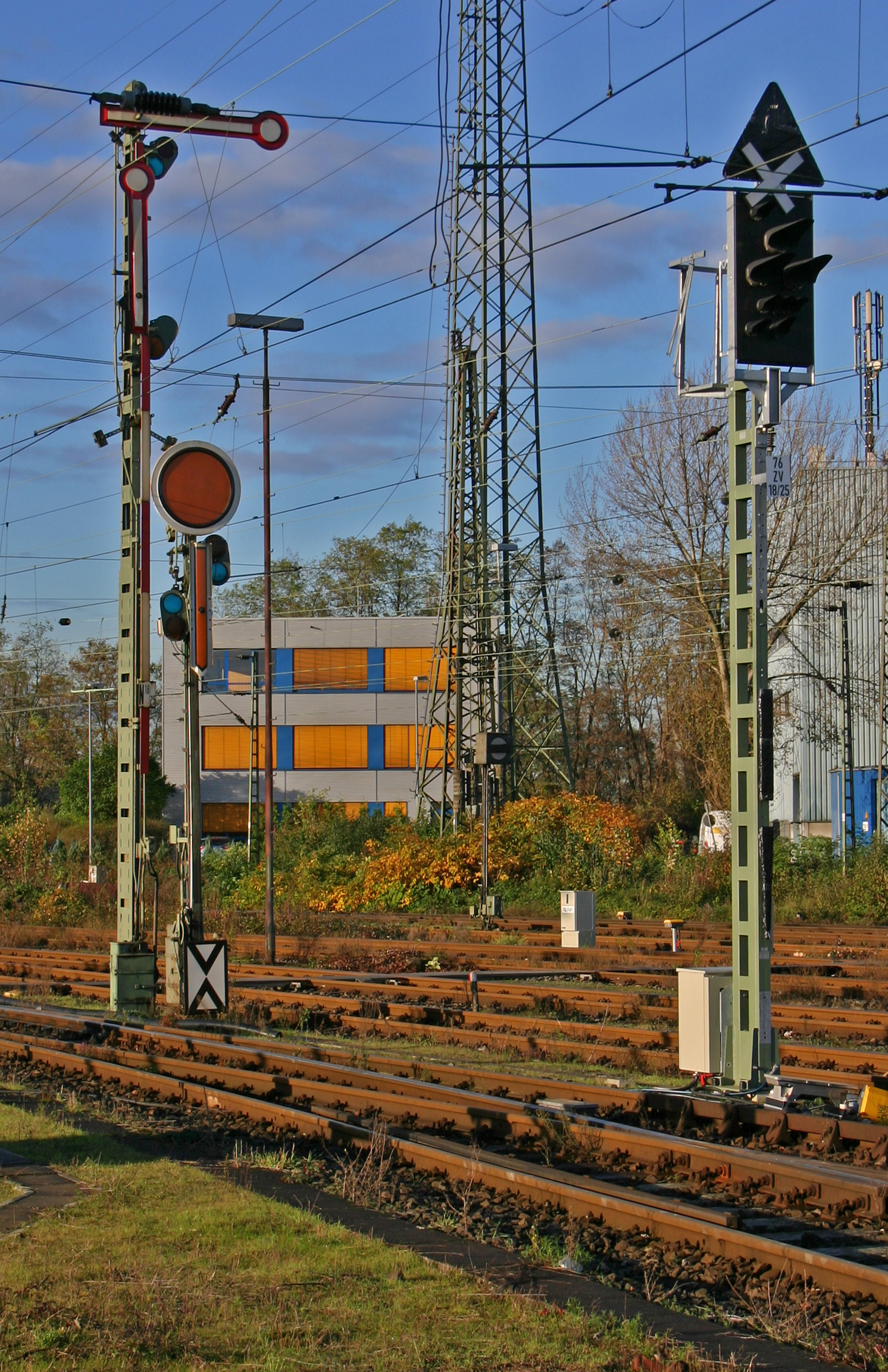
Gekreuztes Ks-Signal des zukünftigen ESTW vor einem H/V-Formsignal (2014)

Der Bahnhof wurde am 1. Juli 1879 von der Rheinischen Eisenbahn-Gesellschaft zusammen mit ihrer Bahnstrecke Duisburg–Quakenbrück eröffnet. Ab 1880 wurde er zur Unterscheidung vom bereits 1847 errichteten Bahnhof Oberhausen CM der ehemaligen Cöln-Mindener Eisenbahn-Gesellschaft (dem heutigen Oberhausener Hauptbahnhof) als Oberhausen Rh bezeichnet. Nach der Verstaatlichung der privaten Eisenbahngesellschaften durch die Preußischen Staatseisenbahnen in den 1880er Jahren wurden die Schienenwege im Ruhrgebiet komplett neu geordnet. Mit dem Neubau des Duisburger Hauptbahnhofs wurde daher am 1. Oktober 1886 der Personenverkehr auf dem Streckenabschnitt bis zum Bahnhof Oberhausen-Osterfeld Nord eingestellt und vom nunmehr Oberhausen West genannten Bahnhof nach Oberhausen Hauptbahnhof verlegt.
1892 wurde das erste Bahnbetriebswerk Oberhausen West mit einem Rundschuppen und Drehscheibe angelegt. 
Zwischen 1902 und 1904 wurde der Güterbahnhof umgebaut, wobei er die heute noch vorhandene Struktur erhielt.
1957 wurden die ersten Zulaufstrecken elektrifiziert. 
Das Bw Oberhausen West wurde 1959 als Dienststelle aufgelöst. Bis Anfang der 1970er-Jahre diente es noch zur Bevorratung von Dampflokomotiven, bis 1978 noch als Einsatzstelle. Der Lokschuppen brannte 2007 nieder.
Bis Ende 2006 diente der Bahnhof zur Neubildung von Zügen im Ablaufbetrieb; zu dieser Zeit rollten bis zu 1500 Güterwagen über den Ablaufberg. Diese Aufgaben übernahm seither der benachbarte Bahnhof Oberhausen-Osterfeld. Oberhausen West dient seither vorrangig zum Abstellen und Umspannen von Zügen. Hinzu kommt der Anschlussverkehr zum Werknetz der ThyssenKrupp sowie zur Hütte Stollberg.
Im Zuge des Ausbaus der Strecke Oberhausen – Emmerich für den Schienengüterverkehr war die Errichtung eines Elektronischen Stellwerks (ESTW) für den Bahnhof Oberhausen West vorgesehen. Die erste Baustufe umfasst die Befehlsstellwerke Orm und Orw sowie die beiden Wärterstellwerke 1 und 2. Der Bedienplatz RaStw und das Stellwerk Oro bleiben weiterhin erhalten, ebenso das Streckenstellwerk Maf. Die Inbetriebnahme erfolgte im September 2019, sie war nach ersten Plänen ursprünglich für das Jahr 2012 vorgesehen. Im März 2020 wurde das ehemalige Stellwerk 2 abgerissen.